# Rjavi medved
Rjávi mêdved (znanstveno ime Ursus arctos) je vrsta iz družine medvedov (Ursidae) in poleg severnega medveda (Ursus maritimus) največja danes živeča zver.
Rjavi medved živi na velikih samotnih področjih z bogato podrastjo, v goratih predelih zmerno toplega pasu severne poloble.
V Sloveniji živi po oceni iz leta 2018 okoli 750 do 975 medvedov, največ jih je v kočevskih gozdovih.
Vzroki za izumiranje vrste so krčenje gozdnih področij, vznemirjanje in promet. Razen potrebe za parjenjem, je njihova potreba tudi iskanje hrane. Zaradi velikosti telesa in pretežno rastlinske prehrane, ki ni energetsko bogata, mora medved pojesti veliko količino hrane, kar pomeni, da potrebuje veliko časa, da jo najde. Pri tem prehodi velike razdalje ter se seli. Na žalost pogosto poseže tudi po hrani iz ljudskih virov. Problematične in potencialno nevarne so situacije, ki nastanejo, če se medvedi navadijo bližine človeka.

## Osnovni podatki
Medved je velik – v dolžino meri od 160 do 260 cm, samice pa od 120 do 200 cm. Samci tehtajo od 200 do 400 kg, samice pa do 150 do 350 kg. Živi lahko do 35 let. Pozimi miruje, vendar to ni pravo zimsko spanje. Telesna temperatura mu upade za 2 °C, opazno se mu upočasni srčni utrip. Samica v tem času koti.
Najmanjša podvrsta, evropski rjavi medved, tehta 90 kg, medtem ko največja podvrsta, kodiaški medved, ki živi v Rusiji in na Aljaski, tehta okoli 680 kg in zraste do 3 m dolžine.

## Razmnoževanje
Rjavi medved je vrsta s pozno spolno zrelostjo in daljšim aktivnim obdobjem kot nekatere druge živali.
Samice so breje 6–7 mesecev. Kotijo na zavarovanih mestih (brlog, skalne razpoke, manjše kraške votline itd.). Skotijo 2–3 slepe in gluhe mladiče, ki slišijo po 2 tednih in spregledajo po 4–5 tednih. Pri materi sesajo mleko 4 mesece, mama medvedka pa jih ima pod svojim okriljem 2 leti.

## Prehranjevanje
Je izrazit vsejed, saj se hrani z gozdnimi plodovi, podzemnimi in zelenimi deli rastlin, glivami, glodavci in mrhovino. Ker je plenilec, je njegov plen lahko tudi živina. Človeka se izogiblje in mu ni nevaren. Rjavi medved potrebuje velik, dobro ohranjen življenjski prostor s čim manjšim vplivom človeka. Slovenski lovci medvedom pomagajo do hrane. Na mrhovišča jim nastavijo poginule živali,hkrati pa jim hranjenje omogoča maščobo za zimsko spanje.

## Zimsko spanje
Za medveda je značilno, da zimo predremlje. Medvedu se telesna temperatura zniža le za 6 °C, presnova pa se mu zelo malo upočasni. Odvisno od klime področja  primanjkljaja hrane, rjavi medved v zimskem spanju preživi 3 ali več mesecev med katerimi zgubi 30–50 % skupne mase. Poleti in jeseni, ko so bogati z  energijo, medvedi napolnijo rezerve masnega tkiva. V oktobru in novembru večina medvedov išče ugoden kraj za prespane zime. Prezimijo v brlogu, ki je pokrit z vejevjem in mahom.

## Ogroženost
Rjavi medved je uvrščen na Rdeči seznam ogroženih živalskih vrst. Zavarovan je tako s slovensko, evropsko kot tudi mednarodno zakonodajo, ki med drugim določajo obveznost spremljanja stanje ohranjenosti vrst, pri čemer posebno pozornost posvetijo prednostnim vrstam. Rjavi medved je določen kot prednostna vrsta.
Rjavega medveda ogroža širjenje naselij na območja kjer živi, neurejena paša drobnice in cestni promet.